# Išikari (DE-226)
Išikari (DE-226) byla fregata Japonských námořních sil sebeobrany. Plavidlo sloužilo především k protiponorkovému hlídkování a k ničení hladinových lodí ohrožujících japonské pobřeží. V operační službě bylo v letech 1981–2007. Japonsko plavidlo tradičně klasifikovalo jako eskortní torpédoborec, čemuž odpovídalo jeho trupové číslo s kódem DE (Destroyer Escort).

## Stavba

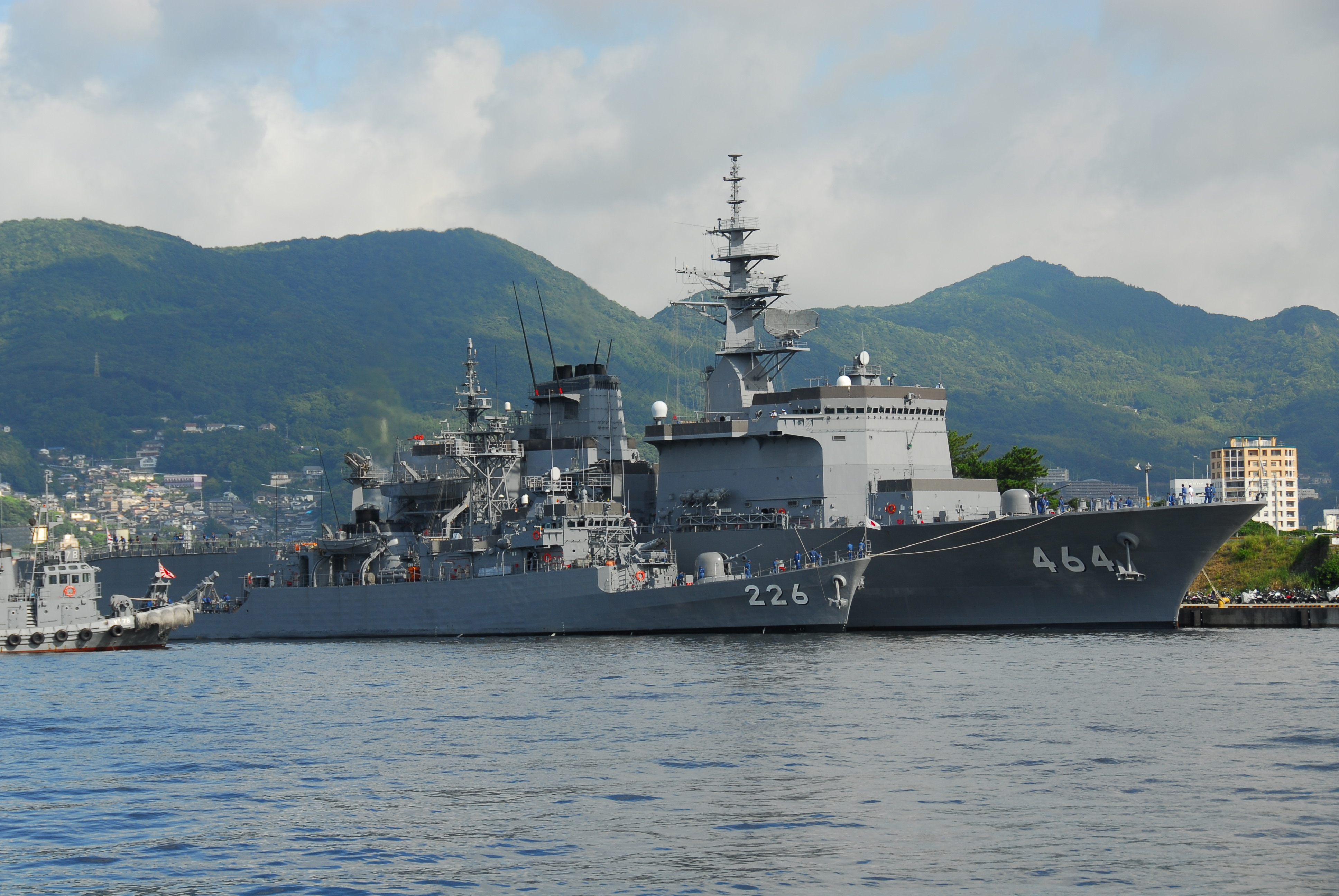
Fregata Išikari kotvící vedle mateřské lodě minolovek Uraga (MST-463)

Kýl fregaty Išikari byl založen roku 1979, v roce 1980 byl trup spuštěn na vodu a v roce 1981 byla fregata přijata do služby.

## Konstrukce

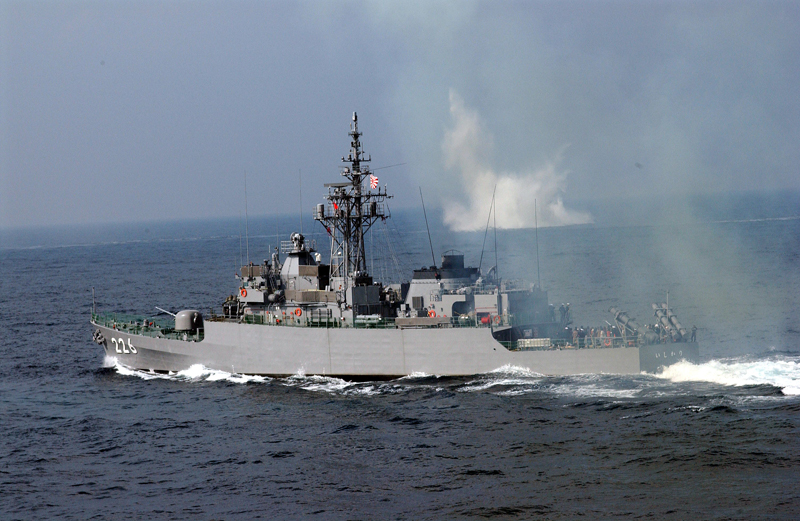
Išikari

Elektroniku tvořil námořní vyhledávací radar OPS 28, navigační radar OPS 19B, střelecký radar FCS-2-21. Trupový sonar byl typu QQS-4.
Základní hlavňovou výzbroj tvořil jeden 76mm kanón OTO Melara v dělové věži na přídi. K ničení ponorek sloužil čtyřhlavňový 375mm protiponorkový raketomet Bofors, který v boji na kratší vzdálenost doplnily dva tříhlavňové 324mm protiponorkové torpédomety. Protilodní výzbroj představovalo osm protilodních střel RGM-84C Harpoon. Fregata nenesla vrtulník.
Pohonný systém byl koncepce CODOG. Pro plavbu ekonomickou rychlostí sloužil jeden diesel o výkonu 5000 hp, přičemž v bojové situaci se připojila plynová turbína o výkonu 22 500 hp. Nejvyšší rychlost dosahovala 25 uzlů.